# Symplocos gracilis
Symplocos gracilis är en tvåhjärtbladig växtart som beskrevs av Adolphe-Théodore Brongniart och Gris. Symplocos gracilis ingår i släktet Symplocos och familjen Symplocaceae. Inga underarter finns listade i Catalogue of Life.